# Platymantis polillensis
Platymantis polillensis är en groddjursart som först beskrevs av Taylor 1922.  Platymantis polillensis ingår i släktet Platymantis och familjen Ceratobatrachidae. IUCN kategoriserar arten globalt som starkt hotad. Inga underarter finns listade i Catalogue of Life.